# Atarba (Atarba) columbiana
Atarba (Atarba) columbiana is een tweevleugelige uit de familie steltmuggen (Limoniidae). De soort komt voor in het Neotropisch gebied.